# Comisión de Medicina Preventiva e Invalidez
La Comisión de Medicina Preventiva e Invalidez (Compin) es el organismo técnico administrativo del Estado de Chile, dependiente de las Secretarías Regionales Ministeriales de Salud, a cargo de velar por el cumplimiento de las normas médico legales relacionadas con la seguridad social.
La institución está encargada de evaluar el estado de salud de los trabajadores al objeto de determinar la capacidad de trabajo o recuperabilidad de sus estados patológicos, con el fin de que accedan a beneficios y se adopten las medidas correspondientes. Esto se refleja en la aprobación o rechazo de las llamadas "licencias médicas", un mecanismo por el cual un trabajador con una condición de salud (enfermedad, embarazo u otro) recibe pago por parte del sistema previsional mientras recupera su condición para trabajar.

## Historia
Fue creada en 1964 con funciones heredadas de las comisiones médicas del Servicio Nacional de Salud y del Servicio Médico Nacional de Empleados. En enero de 2005 su dependencia fue traspasada a las autoridades sanitarias constituidas en las Secretarías Regionales Ministeriales de Salud.

### Digitalización de procesos
Como parte de la mejora de procesos para los usuarios, se han ido integrando varios avances a la gestión. En 2006 se autorizó el uso de "licencias médicas electrónicas", las que no necesitan ser llevadas físicamente a una oficina del COMPIN, sino que llegan electrónicamente. 
En 2019 se inició un piloto que incorporaba Inteligencia artificial al proceso de evaluación de licencias médicas para acortar los plazos de respuesta a los usuarios y mejorar el control de anomalías. El piloto fue evaluado como exitoso por las autoridades de la época, al disminuir el tiempo promedio de respuesta en cerca de un 60% y permitir detectar algunos casos sospechosos.